# トルキスタン自治ソビエト社会主義共和国

トルキスタン自治ソビエト社会主義共和国
Туркестанская Автономная Советская Социалистическая Республика (ロシア語)

1922年の中央アジア
   茶色の部分がトルキスタン自治ソビエト社会主義共和国の位置

トルキスタン自治ソビエト社会主義共和国（トルキスタンじちソビエトしゃかいしゅぎきょうわこく、ロシア語: Туркестанская Автономная Советская Социалистическая Республика 、英語: Turkestan Autonomous Soviet Socialist Republic）またはトルキスタンASSRは、ソビエト連邦にかつて存在した自治共和国である。最初期においては自治共和国ではなく、社会主義連邦共和国（Turkestan Socialist Federative Republic）であった。首都はタシュケントにおかれた。1918年4月30日に誕生し、1924年10月27日に消滅した。

## 歴史

自治共和国旗（1919年～1921年）

1924年の民族境界画定により、トルクメンSSR（現トルクメニスタン）、ウズベクSSR（現ウズベキスタン）の各ソビエト共和国に分割された。
また、ウズベクCCP領内にタジク自治SSR（1929年からタジクSSR、現タジキスタン）とカラカルパク自治州（現カラカルパクスタン共和国）が設置され、ロシアSFSR内にカラ・キルギス自治州（1926年からキルギスASSR、現キルギス）がおかれた。
この解体により、トルキスタン自治SSRは消滅した。